# REN-TV
Ren-TV là một đài truyền hình giải trí tư nhân ở Nga.
Đài bắt đầu phát sóng từ ngày 1 tháng 1 năm 1997. REN TV do Irena Lesnevkaya và Dmitry Lesvevsky sáng lập.

## Lịch sử hình thành và phát triển
Đài được xây dựng và phát triển bởi Công ty Truyền hình REN TV, công ty sản xuất truyền hình ở Nga. Mạng lưới sản xuất truyền hình của REN TV bao gồm 406 công ty phát sóng truyền hình ở Nga và Cộng đồng các Quốc gia Độc lập. Chương trình của REN TV phủ sóng trên khắp 718 tỉnh thành của Liên bang Nga và do đó, đài có một lượng khán giả lớn lên đến 113,5 triệu người xem.
REN TV có hơn 10 trạm phát sóng trên không và 19 trạm truyền hình cáp trong Khối Thịnh vượng chung và vùng Bantíc. Việc này giúp cho 118 thành phố bên ngoài nước Nga có thể tiếp sóng REN TV. Chủ sở hữu mới nhất của REN TV là Công ty Đầu tư ABRos (từ tháng 12 năm 2006).

### Những chương trình đầu tiên
Người lính (tiếng Nga: Солдаты): chương trình về những tân binh gia nhập Quân đội Nga để thực hiện nghĩa vụ quân sự bắt buộc trong vòng hai năm.
Sinh viên (tiếng Nga: Студенты): cuộc sống của một số sinh viên trường Đại học Nhân văn Moskva.
Khách du lịch (tiếng Nga: Туристы): chương trình về một tua du lịch đi Thổ Nhỹ Kỳ.
Chuyện bên lề:
Khán giả Moskva yêu thích REN TV nhất: 12,3 triệu người xem (ở cả nội và ngoại thành).
Độ tuổi trung bình của khán giả REN TV: 18 đến 45.
REN TV đã giành được 13 giải thưởng Truyền hình quốc gia TEFI của Viện Hàn lâm truyền hình Nga.
REN TV đã bị cấm ở Ấn Độ và Bangladesh vì lý do chương trình của đài quá...người lớn.